# Лохиновий чай

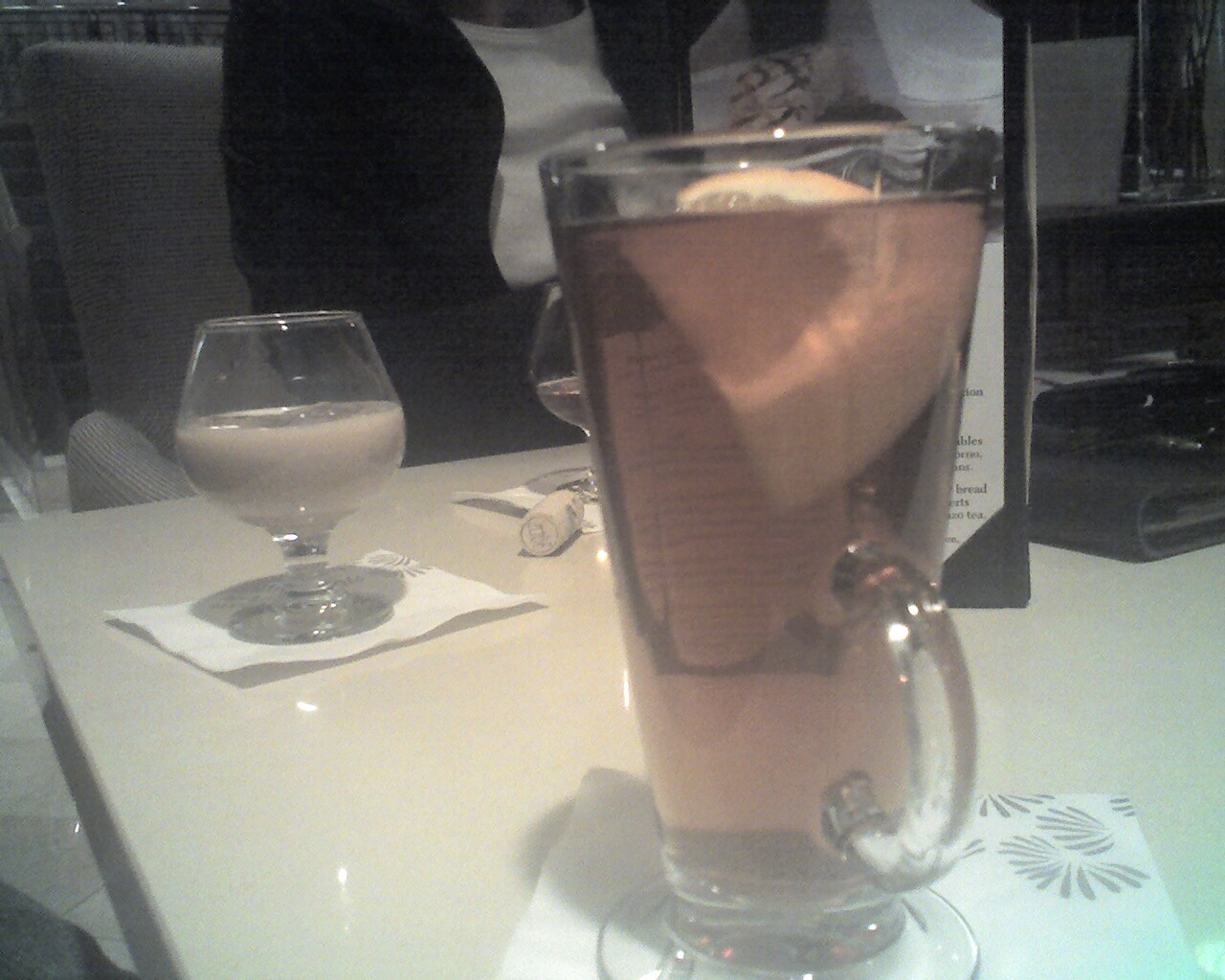
Лохиновий чай

Лохиновий чай — це коктейль з чаю та лікерів. Його подають гарячим і його можна розглядати як варіант гарячого тоді. Його назва походить від його ягідного смаку, який деякі порівнюють з лохиною.

## Приготування
Чай з лохиною зазвичай подають у чашці для коньяку, щоб концентрувати й утримувати алкогольні пари, що виділяються під час нагрівання чаю. Інгредієнти зазвичай є: 
- 1 унція лікеру Grand Marnier
- 1 унція лікеру Амаретто
- Гарячий апельсиновий пеко чай на смак.

Готується просто — додайте обидва лікери в сніфтер, а потім залийте гарячим чаєм собі до смаку. Загорніть місткість для бренді в серветки або тканину, щоб захистити руки. Дехто пропонує посипати цукром обідок, додати цукор до чаю чи лимонний гарнір.

## Варіації
- Лохиновий чай виготовлений із чаю Ерл Грей замість апельсинового пеко[2].
- Лохиновий чай альтернативної версії, яка виготовлена зі справжнього чаю з лохини або іншого трав’яного чаю, і менше Grand Marnier [3]
- Повний місяць #2, лохиновий чай без чаю [4]